# Deutsche Fußball-Amateurmeisterschaft 1992
Deutscher Fußball-Amateurmeister 1992 wurde Rot-Weiss Essen. Im Finale im Essener Georg-Melches-Stadion siegten sie am 13. Juni 1992 mit 3:2 n. V. gegen die SpVgg Bad Homburg. Die Vizemeister der zehn Oberligastaffeln trugen den Wettbewerb in einer nach Nord und Süd aufgeteilten Vorrunde aus, deren Gruppensieger dann im Endspiel aufeinander trafen.

## Teilnehmende Mannschaften
Die Meister der zehn Oberliga-Staffeln sowie der Dritte der Oberliga Nord aus der Saison 1991/92 spielten in einer Aufstiegsrunde die vier Aufsteiger für die 2. Bundesliga aus. Die Vizemeister nahmen am Wettbewerb um die deutsche Amateurmeisterschaft teil.
| Mannschaften | Mannschaften             | Ligen Saison 1991/92           |
|              | Werder Bremen / Amateure | Oberliga Nord                  |
|              | Greifswalder SC          | Oberliga Nordost Staffel Nord  |
|              | 1. FC Magdeburg          | Oberliga Nordost Staffel Mitte |
|              | VfR Sölde                | Oberliga Westfalen             |
|              | Rot-Weiss Essen          | Oberliga Nordrhein             |
|              | FC Wismut Aue            | Oberliga Nordost Staffel Süd   |
|              | SpVgg Bad Homburg        | Oberliga Hessen                |
|              | Südwest Ludwigshafen     | Oberliga Südwest               |
|              | SSV Ulm 1846             | Oberliga Baden-Württemberg     |
|              | TSV Vestenbergsgreuth    | Bayernliga                     |

## Gruppe Nord
| Pl. | Verein                 | Sp. | S | U | N | Tore    | Punkte |
| --- | ---------------------- | --- | - | - | - | ------- | ------ |
| 1.  | Rot-Weiss Essen        | 4   | 3 | 1 | 0 | 009:200 | 07:10  |
| 2.  | Werder Bremen Amateure | 4   | 2 | 1 | 1 | 012:600 | 05:30  |
| 3.  | Greifswalder SC        | 4   | 2 | 0 | 2 | 006:600 | 04:40  |
| 4.  | VfR Sölde              | 4   | 1 | 1 | 2 | 008:120 | 03:50  |
| 5.  | 1. FC Magdeburg        | 4   | 0 | 1 | 3 | 003:120 | 01:70  |

| Datum     |                        | Ergebnis |                        |
| --------- | ---------------------- | -------- | ---------------------- |
| So 24.05. | VfR Sölde              | 1:1      | Rot-Weiss Essen        |
| So 24.05. | Werder Bremen Amateure | 2:2      | 1. FC Magdeburg        |
| Do 28.05. | 1. FC Magdeburg        | 1:5      | VfR Sölde              |
| Do 28.05. | Greifswalder SC        | 1:2      | Werder Bremen Amateure |
| So 31.05. | VfR Sölde              | 0:2      | Greifswalder SC        |
| So 31.05. | Rot-Weiss Essen        | 3:0      | 1. FC Magdeburg        |
| Mi 03.06. | Werder Bremen Amateure | 8:2      | VfR Sölde              |
| Mi 03.06. | Greifswalder SC        | 1:4      | Rot-Weiss Essen        |
| So 07.06. | Rot-Weiss Essen        | 1:0      | Werder Bremen Amateure |
| So 07.06. | 1. FC Magdeburg        | 0:2      | Greifswalder SC        |

## Gruppe Süd
| Pl. | Verein                | Sp. | S | U | N | Tore    | Punkte |
| --- | --------------------- | --- | - | - | - | ------- | ------ |
| 1.  | SpVgg Bad Homburg     | 4   | 2 | 2 | 0 | 009:300 | 06:20  |
| 2.  | SSV Ulm 1846          | 4   | 2 | 1 | 1 | 011:500 | 05:30  |
| 3.  | TSV Vestenbergsgreuth | 4   | 2 | 1 | 1 | 009:700 | 05:30  |
| 4.  | FC Wismut Aue         | 4   | 1 | 1 | 2 | 005:600 | 03:50  |
| 5.  | Südwest Ludwigshafen  | 4   | 0 | 1 | 3 | 002:150 | 01:70  |

| Datum     |                       | Ergebnis |                       |
| --------- | --------------------- | -------- | --------------------- |
| Fr 22.05. | SSV Ulm 1846          | 0:1      | FC Wismut Aue         |
| Fr 22.05. | Südwest Ludwigshafen  | 0:5      | SpVgg Bad Homburg     |
| Do 28.05. | SpVgg Bad Homburg     | 1:1      | SSV Ulm 1846          |
| Do 28.05. | TSV Vestenbergsgreuth | 3:0      | Südwest Ludwigshafen  |
| So 31.05. | SSV Ulm 1846          | 4:2      | TSV Vestenbergsgreuth |
| So 31.05. | FC Wismut Aue         | 1:2      | SpVgg Bad Homburg     |
| Mi 03.06. | Südwest Ludwigshafen  | 1:6      | SSV Ulm 1846          |
| Mi 03.06. | TSV Vestenbergsgreuth | 3:2      | FC Wismut Aue         |
| So 07.06. | FC Wismut Aue         | 1:1      | Südwest Ludwigshafen  |
| So 07.06. | SpVgg Bad Homburg     | 1:1      | TSV Vestenbergsgreuth |

## Finale
| Rot-Weiss Essen                                                      | Rot-Weiss Essen | SpVgg Bad Homburg | SpVgg Bad Homburg |
| -------------------------------------------------------------------- | --- | --- | ----------------- |
| Rot-Weiss Essen                                                      | \| Samstag, 13. Juni 1992 um 15:30 Uhr in Essen (Georg-Melches-Stadion) \| \| Ergebnis: 3:2 n. V. (2:2, 1:1) \| \| Zuschauer: 6.395 \| \| Schiedsrichter: Jürgen Wippermann (Bonn) \|                                                            | \| Samstag, 13. Juni 1992 um 15:30 Uhr in Essen (Georg-Melches-Stadion) \| \| Ergebnis: 3:2 n. V. (2:2, 1:1) \| \| Zuschauer: 6.395 \| \| Schiedsrichter: Jürgen Wippermann (Bonn) \|                                                               | SpVgg Bad Homburg |
| Rot-Weiss Essen                                                      | Frank Kurth – Frank Kontny – Ingo Pickenäcker, Roman Geschlecht – Jürgen Margref, Thomas Ridder, Thomas Zdebel (52. Vlatko Glavaš), Jörg Lipinski, Predrag Crnogaj (70. Oliver Grein) – Daouda Bangoura, Harald Kügler Cheftrainer: Jürgen Röber | Marcus Croonen – Dirk Borkenhagen – Lothar Kall, Klaus Finkbeiner – Thomas Stoll (78. Frank Ziegler), Bruno Pasqualotto (61. Michael Rexroth), Björn Pistauer, Stefan Gorges, Thomas Kloss – Folker Liebe, Sven Müller Cheftrainer: Wolfgang Strack | SpVgg Bad Homburg |
| Rot-Weiss Essen                                                      | 1:1 Frank Kontny (24.) 2:2 Oliver Grein (90.) 3:2 Jörg Lipinski (115., Handelfmeter) | 0:1 Thomas Kloss (12.) 1:2 Sven Müller (70.) | SpVgg Bad Homburg |
| Samstag, 13. Juni 1992 um 15:30 Uhr in Essen (Georg-Melches-Stadion) | | |                   |
| Ergebnis: 3:2 n. V. (2:2, 1:1)                                       | | |                   |
| Zuschauer: 6.395                                                     | | |                   |
| Schiedsrichter: Jürgen Wippermann (Bonn)                             | | |                   |